# Меркато Ортифрутиколо (Казерта)
Меркато Ортифрутиколо је насеље у Италији у округу Казерта, региону Кампанија.
Према процени из 2011. у насељу је живело 22 становника. Насеље се налази на надморској висини од 6 м.